# Selaginella porphyrospora
Selaginella porphyrospora pertenece a la familia de la “siempre viva”, “flor de piedra” y "rosa de Jericó" (Selaginellaceae), dentro del orden Selaginellales en lo que comúnmente llamamos grupo de los helechos. El nombre del género Selaginella hace referencia a su parecido con el género Selago, el nombre quiere decir “pequeño Selago”, la especie hace referencia al color rojizo de las esporas.

## Clasificación y descripción
Planta terrestre. Tallos rastreros, ascendentes o suberectos, estramineos o verdosos,  no articulados, frecuentemente con ápices  geminiferos, estolonifereos divididos hasta tres veces; hojas de dos tipos (anisophyllas) a lo largo de los tallos; estróbilos laxos y aplanados dorsiventralmente, ocasionalmente débilmente cuadrangulares; esporofilos dimórficos, los dorsales de color verde, los ventrales verdes pálido o hialinos; megaesporangios en dos hileras ventrales; microesporangios en dos filas dorsales; mega y microesporas de color naranja.

## Distribución
En México se ha colectado en los estados de Colima, Guerrero, Hidalgo, Jalisco, México, Michoacán, Morelia, Nayarit, Oaxaca, Sinaloa, Sonora y Veracruz; se encuentra en otros países como Guatemala, Honduras, El Salvador, Nicaragua, Costa Ricas, Panamá, Colombia, Venezuela y Ecuador.

## Hábitat
Crece sobre el suelo o sobre rocas, en zonas húmedas cerca de corrientes de agua, esto en bosques húmedos.

## Estado de conservación
En México se le considera bajo la categoría de “En Peligro de Extinción” (P) según la NOM-059-SEMARNAT-2010, mientras que la especie no ha sido evaluada por la Lista Roja de especies amenazadas de la IUCN. Ni en CITES (Convención sobre el Comercio Internacional de Especies Amenazadas de Fauna y Flora Silvestres)